# El amor es ciego: Suecia
Love Is Blind: Sweden (título en sueco: Love Is Blind: Sverige) es un reality show sueco inspirado en la versión original estadounidense, con la conducción de Jessica Almenäs. Su estreno en Netflix fue el 12 de enero de 2024, presentado como un evento de tres semanas. En marzo del mismo año, la serie fue renovada para una segunda temporada, la cual se lanzó el 14 de marzo de 2025.

## Descripción general
| Temporada | No. de episodios | Fecha de Lanzamiento | Última emisión     |
| --------- | ---------------- | -------------------- | ------------------ |
| 1         | 12               | 12 de enero de 2024  | 6 de marzo de 2025 |
| 2         | 10               | 14 de marzo de 2025  | 3 de abril de 2025 |

## Temporada 1 (2024-25)

### Episodios
Temporada 1
| No. de Episodio | Título | Fecha de lanzamiento |
| --------------- | --- | -------------------- |
| 1               | ¡Las cápsulas ya están abiertas! Los solteros entran a las cápsulas para sus primeras citas. El drama y los triángulos amorosos están a la orden del día, y ocurre la primera propuesta.                                      | 12 de enero de 2024  |
| 2               | ¿Te casarías conmigo? Saltan chispas cuando dos prometidos se ven las caras, pero la química nunca surge para otra pareja. A uno de los solteros le echan en cara su comportamiento.                                          | 12 de enero de 2024  |
| 3               | La primera noche juntos A medida que las parejas se comprometen, una persona intenta superar un desamor. Comienzan los viajes de luna de miel, pero no todos son felices.                                                     | 12 de enero de 2024  |
| 4               | Atracción física Las parejas se preguntan si su atracción física está al mismo nivel que la emocional. Las primeras reuniones en persona del grupo completo dejan huella.                                                     | 12 de enero de 2024  |
| 5               | Hora de mudarse juntos Después de sus retiros románticos, las parejas ven si pueden sobrevivir viviendo juntas y conociendo a las familias. Una pareja enfrenta un rumor alarmante.                                           | 19 de enero de 2024  |
| 6               | El chico malo siempre gana Una semana después de mudarse juntos, las parejas organizan una fiesta conjunta donde se enfrentan a elecciones pasadas que generan dudas sobre su futuro.                                         | 19 de enero de 2024  |
| 7               | Despertar solos Con solo dos semanas hasta las bodas, todos comienzan a prepararse mientras persisten las dudas y aumentan las tensiones. Una pareja toma una decisión crucial.                                               | 19 de enero de 2024  |
| 8               | ¿Es amor verdadero? Las emociones están a flor de piel mientras las parejas se preparan para el gran día. Durante las despedidas de soltero y soltera, emergen sus verdaderos sentimientos.                                   | 19 de enero de 2024  |
| 9               | Las bodas Suenan las campanas de boda mientras las parejas enfrentan decisiones que cambiarán sus vidas. ¿Dejarán de lado sus dudas y diferencias o abandonarán a sus parejas en el altar?                                    | 26 de enero de 2024  |
| 10              | La reunión En este especial de reunión, los participantes de la temporada se sientan para una conversación emotiva, aclarando el aire y compartiendo dónde están ahora.                                                       | 26 de enero de 2024  |
| 11              | Después del altar: Un año después Un año después del experimento, dos participantes invitan a los demás a una fiesta de cangrejos de río para hablar sobre sus sentimientos acerca de todo lo que sucedió.                    | 6 de marzo de 2024   |
| 12              | Después del altar: Fiesta de cangrejos de río y confrontación Las tensiones aumentan a medida que algunos participantes profundizan en el drama que persiste entre ellos, y no todos están listos para dejar el pasado atrás. | 6 de marzo de 2024   |

### Participantes
Los participantes de la primera temporada fueron revelados el 14 de diciembre de 2023.  
| Nombre              | Edad | Ocupación                                      | Lugar de nacimiento | Estado de relación         |
| ------------------- | ---- | ---------------------------------------------- | ------------------- | -------------------------- |
| Amanda Jonegard     | 34   | Economista                                     | Stockholm, Suecia   | Casados, 2023              |
| Sergio Rincon       | 38   | Entrenador de soccer y DJ                      | Barcelona, España   | Casados, 2023              |
| Krisse-Ly Kuldkepp  | 30   | Diseñadora de interiores y asistente d eventas | Sundbyberg, Suecia  | Casados, 2023              |
| Rasmus Hedenstedt   | 32   | Independiente                                  | Stockholm, Suecia   | Casados, 2023              |
| Meira Omar          | 30   | Economista                                     | Malmö, Suecia       | Casador, 2023              |
| Oskar Nordstrand    | 32   | Asesor financiero                              | Stockholm, Suecia   | Casador, 2023              |
| Emilia Holmqvist    | 34   | Jefe de telecomunicaciones                     | Stockholm, Suecia   | Separados en el altar      |
| Lucas Gustavsson    | 30   | Jefe de producción de energía                  | Stockholm, Suecia   | Separados en el altar      |
| Catja Lövstrand     | 32   | Especialista de Recursos Humanos               | Stockholm, Suecia   | Separados antes de la boda |
| Christofer Pocock   | 34   | Independiente                                  | Järvsö, Hälsingland | Separados antes de la boda |
| Alexandra Davidsson | 33   | Secretaría General                             | Stockholm, Suecia   | No comprometidos           |
| Andrea Margareta    | 36   | Dueña de gimnasio                              | Sundsvall, Suecia   | No comprometidos           |
| Isabelle Bergman    | 27   | Enfermera y asistente personal                 | Stockholm, Suecia   | No comprometidos           |
| Johan Melin         | 34   | Ventas                                         | Kalmar, Suecia      | No comprometidos           |
| Karolina Aless      | 32   | Controlador de nómina                          | Stockholm, Suecia   | No comprometidos           |
| Kimia Cousarie      | 34   | Enfermera cosmética                            | Malmö, Suecia       | No comprometidos           |
| Adde Tzelidis       | 33   | Seguridad                                      |                     | No comprometidos           |
| Andreas Johansson   | 39   | Bombero                                        |                     | No comprometidos           |
| Daniel Brodecki     | 38   | Empresario                                     |                     | No comprometidos           |
| Huda Altaly         | 30   | Enfermera asistente                            |                     | No comprometidos           |
| Jimmy Bysell        | 34   | Independiente                                  |                     | No comprometidos           |
| Johannes Frimodig   | 32   | Jefe de proyectps                              |                     | No comprometidos           |
| Leila Khodiar       | 35   | Reclutadora                                    |                     | No comprometidos           |
| Markus Grahn        | 29   | Consultor de instrucción de entrenamiento      |                     | No comprometidos           |
| Mow Johansson       | 43   | Reclutador                                     |                     | No comprometidos           |
| Milan Grubor        | 28   | Venta de carros                                |                     | No comprometidos           |
| Mohamed Sherif      | 32   | Entrenador personal                            |                     | No comprometidos           |
| Nea Jilken          | 36   | Asesor en jefe                                 |                     | No comprometidos           |
| Nina Norss          | 31   | Jefe y artista                                 |                     | No comprometidos           |
| Sami Mäkinen        | 29   | Secretaria social                              |                     | No comprometidos           |
| Sandra Wigh         | 36   | Profesora de yoga y artista                    |                     | No comprometidos           |
| Victoria Wiklund    | 36   | Educadora                                      |                     | No comprometidos           |

### Resultado
| Parejas            | Casados | Aún juntos | Notas de relación |
| ------------------ | ------- | ---------- | --- |
| Amanda y Sergio    | Si      | Si         | Casados en 2023. Recibieron a su primer hijo, Ralf, el 6 de mayo de 2024. |
| Krisse-Ly y Rasmus | Si      | Si         | Casados en 2023. Recibieron a su primer hijo, Kelian, el 22 de enero de 2025. |
| Meira y Oskar      | Si      | Si         | Casados en 2023. |
| Emilia y Lucas     | No      | No         | Después de dejar las cápsulas, Lucas luchó por sentirse físicamente atraído por Emilia. En el altar, Emilia dijo que sí porque podía imaginar un futuro junto a Lucas. Al final Lucas no pudo sentir lo mismo y dijo que no basándose en su "presentimiento" en el altar. La pareja salió brevemente después de la boda, pero se separaron dos semanas después. |
| Catja y Christofer | No      | No         | La pareja se separó después de una pelea porque Catja no se sentía atraída físicamente por Christofer. Catja se quitó el anillo y se fue durante la noche para ordenar sus pensamientos. La pareja habló al día siguiente y terminó con Christofer arrojando su anillo al mar. Catja continuó saliendo con Adde, otro concursante de las cápsulas.              |

## Temporada 2 (2025)

### Episodios
| No. de Episodio | Título | Fecha de lanzamiento |
| --------------- | --- | -------------------- |
| 1               | ¡He conocido a mi esposa! Los solteros ingresan a las cápsulas con la esperanza de encontrar una conexión emocional profunda. Las conversaciones fluyen y algunos sienten que han encontrado a su pareja ideal sin haberse visto.             | 12 de marzo de 2025  |
| 2               | ¡Por favor, cásate conmigo! Las relaciones se intensifican y las propuestas de matrimonio comienzan a surgir. Los participantes enfrentan la emoción y la ansiedad de comprometerse sin conocer físicamente a su pareja.                      | 12 de marzo de 2025  |
| 3               | No llevo ropa interior Después de las propuestas, las parejas se conocen en persona por primera vez. La atracción física y las primeras impresiones juegan un papel crucial en esta etapa del experimento                                     | 12 de marzo de 2025  |
| 4               | Solo quiero escapar Las parejas viajan a Creta para una escapada romántica. Mientras algunas relaciones se fortalecen, otras enfrentan desafíos y dudas sobre su compatibilidad.                                                              | 12 de marzo de 2025  |
| 5               | La realidad nos alcanza De regreso a Suecia, las parejas comienzan a convivir y enfrentan las realidades de la vida diaria juntos. Las diferencias en estilos de vida y expectativas generan tensiones.                                       | 20 de marzo de 2025  |
| 6               | Su objetivo es destruirnos Las familias y amigos conocen a las parejas, ofreciendo opiniones que pueden influir en las decisiones de los participantes. Una fiesta de compromiso se convierte en un momento decisivo para una de las parejas. | 20 de marzo de 2025  |
| 7               | Necesito un descanso Las parejas enfrentan conversaciones difíciles sobre su futuro juntos. La aparición de antiguos romances y dudas personales ponen a prueba su compromiso.                                                                | 20 de marzo de 2025  |
| 8               | Miedo a salir herido A medida que se acercan las bodas, las despedidas de soltero y soltera traen momentos de reflexión y tensión. Las inseguridades y temores sobre el matrimonio emergen.                                                   | 27 de marzo de 2025  |
| 9               | Las bodas: ¿El amor es realmente ciego? Las parejas llegan al altar para decidir si seguirán adelante con el matrimonio o no. Las emociones están a flor de piel mientras enfrentan una de las decisiones más importantes de sus vidas.       | 27 de marzo de 2025  |
| 10              | El reencuentro Los participantes se reúnen para reflexionar sobre su experiencia en el programa. Revelan detalles sobre sus relaciones actuales y cómo ha sido su vida después del experimento.                                               | 3 de abril de 2025   |

### Participantes
| Nombre               | Edad | Ocupación                               | Lugar de nacimiento | Estado de relación         |
| -------------------- | ---- | --------------------------------------- | ------------------- | -------------------------- |
| Karin Westerberg     | 33   | Jefe de proyectos audiovisuales         | Stockholm, Suecia   | Casados, 2024              |
| Niklas Agild         | 35   | Actor y ventas de golf                  | Stockholm, Suecia   | Casados, 2024              |
| Karolina Finskas     | 38   | Estudiante de marketing digital         | Stockholm, Suecia   | Casados, 2024              |
| Jakob Grünberg       | 34   | Jefe de marketing                       | Gothenburg, Sweden  | Casados, 2024              |
| Alicia Sjöberg       | 31   | Reclutador                              | Stockholm, Suecia   | Separados antes de la boda |
| Oscar Lind           | 29   | Ventas de tecnología                    | Gothenburg, Sweden  | Separados antes de la boda |
| Milly Carlsson       | 32   | Jefe de eventor                         | Halmstad, Sweden    | Separados antes de la boda |
| Ola Jönsson          | 42   | Consultora de bienes raíces             | Stockholm, Suecia   | Separados antes de la boda |
| Nathalie Loveless    | 26   | Jefe de contenido                       | Stockholm, Suecia   | Casados, 2024              |
| Wictor Dörrich       | 32   | Controlador de inversiones              | Gothenburg, Sweden  | Casados, 2024              |
| Amanda Westin        | 27   | Jefe de ventas de moda                  |                     | No comprometidos           |
| Anna Andersson       | 34   | Profesora                               |                     | No comprometidos           |
| Emmelie Abrahamsson  | 33   | Asistente contable                      |                     | No comprometidos           |
| Gaby Kepinski        | 35   | Independiente y consultora de marketing |                     | No comprometidos           |
| Germaine             | 26   | Soporte técnico                         |                     | No comprometidos           |
| Isabella Winth       | 31   | Artista y especialista de marketing     |                     | No comprometidos           |
| Julia Gustafson Berg | 32   | Jefe de proyectos                       |                     | No comprometidos           |
| Nora Norin           | 33   | Profesora                               |                     | No comprometidos           |
| Tindra               | 30   | Tatuadora                               |                     | No comprometidos           |
| Yenie Lundbeck       | 33   | Profesora                               |                     | No comprometidos           |
| Alexander Blom       | 30   | Asesor financiero                       |                     | No comprometidos           |
| Christian Gharib     | 32   | Consultor de nómina                     |                     | No comprometidos           |
| Eddie Gustafsson     | 35   | Analista de banco                       |                     | No comprometidos           |
| Gustav Dolk          | 29   | Dueño de gimnasio                       |                     | No comprometidos           |
| Ibbe                 | 34   | Jefe de eventos                         |                     | No comprometidos           |
| John                 | 28   | Consultor de Recursos Humanos           |                     | No comprometidos           |
| Mikael Valdivia Diaz | 28   | Editor web                              |                     | No comprometidos           |
| Nicke Oscarsson      | 25   | Asistente económico                     |                     | No comprometidos           |
| Olle Lindholm        | 35   | Editor de cine                          |                     | No comprometidos           |
| Tim Hansson          | 33   | Estudiante de bienes raíces             |                     | No comprometidos           |

### Resultado
| Parejas           | Casados | Aún juntos | Notas de Relación |
| ----------------- | ------- | ---------- | --- |
| Karin & Niklas    | Si      | Si         | Casados en 2024. Dieron la bienvenida a su primer hijo Lill, el 11 de abril de 2025. |
| Karolina & Jakob  | Si      | Si         | Casados en 2024 |
| Nathalie & Wictor | Si      | Si         | Casados en 2024 |
| Alicia & Oscar    | No      | No         | Oscar y Alicia se comprometieron durante su tiempo en las cápsulas, logrando una conexión fuerte desde el inicio. No obstante, al comenzar a convivir, surgieron diferencias importantes entre ellos. Oscar solía tomar distancia durante los conflictos, buscando espacio personal, lo cual chocaba con la necesidad de cercanía y seguridad emocional que tenía Alicia. A ella le resultaba difícil interpretar las emociones de Oscar, lo que le generaba dudas sobre sus sentimientos. Además, sus maneras distintas de organizar la vida diaria y de abordar la vida social generaron más tensiones. A pesar de intentar superar estos obstáculos, la pareja decidió terminar su relación antes de llegar al altar. En la fiesta de compromiso, Alicia se reencontró con Tim, otro participante con quien también había conectado en las cápsulas, y entre ellos resurgieron los sentimientos. |
| Milly & Ola       | No      | No         | Ola y Milly se comprometieron en las cápsulas, pero enfrentaron dificultades durante su viaje a Creta y en la etapa de convivencia. Ola confesó tener problemas para aceptar el estilo de vida de Milly y su cabello corto, lo que hizo que ella se sintiera juzgada. Por su parte, Milly comenzó a preguntarse si Ola realmente estaba preparado para comprometerse o si simplemente había entrado al experimento en busca de conocerse a sí mismo. Al sentir que él no la tenía suficientemente en cuenta en la vida cotidiana, sus dudas aumentaron. Finalmente, el día de la fiesta de compromiso de las parejas, Ola decidió terminar la relación al considerar que no eran compatibles. |

Los participantes Tindra y Mikael también se convirtieron en pareja en las cápsulas, pero no fueron filmados después y sus citas no fueron transmitidas en el programa. En marzo de 2025 dijeron a TV4 que vivían juntos pero que no estaban comprometidos. 